# Lesione SLAP
La lesione SLAP  o SLAP tear è una lesione del cercine glenoideo nella zona in cui è sostenuto il tendine del muscolo bicipite brachiale. SLAP è un acronimo che sta per "Superior Labral tear from Anterior to Posterior", traducibile in italiano con "lacerazione antero-posteriore del labbro (glenoideo) superiore".

## Introduzione
L'articolazione della spalla è un'enartrosi, ma la cavità glenoidea è abbastanza superficiale e piccola, infatti copre al massimo solo un terzo della testa dell'omero. La cavità glenoidea è accresciuta dal cercine glenoideo che consente all'articolazione gleno-omerale (GO) una vastissima gamma di movimenti, maggiore di qualsiasi altra articolazione nel corpo.
In precedenza vi erano discussioni sulla struttura (è fibro-cartilaginea rispetto alla cartilagine ialina presente nel resto della fossa glenoidea) e sulla funzione (era considerato un residuo evolutivo ridondante, ma è ormai considerato parte integrante della stabilità della spalla). La maggior parte delle autorità concordano sul fatto che il tendine del capo lungo del muscolo bicipite brachiale diventa fibro-cartilagineo prima di collegarsi alla parte superiore della glenoide. Analogamente, il capo lungo del tricipite brachiale si inserisce inferiormente. Insieme queste estensioni cartilaginee del tendine si fondono nel cercine glenoideo. Una SLAP lesion si verifica quando vi è un danno alla zona superiore o alla parte più alta del cercine.
La zona del labbro dove si verifica la SLAP lesion è più suscettibile, perché è una zona di vascolarizzazione relativamente povera. Altre parti del labbro spesso guariscono più facilmente perché l'apporto di sangue offre una capacità di guarigione per l'area della lesione.
La SLAP lesion dagli anni novanta ha avuto una frequenza crescente, in particolare dovuta agli "atleti lanciatori" (ad esempio, giocatori di baseball e di pallavolo) e alla definizione iniziale di 4 sottotipi di SLAP. L'identificazione e il trattamento di queste lesioni è in continua evoluzione, infatti oggigiorno è molto più probabile recuperare il proprio livello massimo rispetto al passato.

## Sintomi
Ci sono diversi sintomi che sono comuni a questo tipo di lesione:
- Nelle attività in cui gli arti vengono utilizzati sopra il capo ("overhead") si può avere arresto o scricchiolio della spalla. Gli "atleti lanciatori" possono anche lamentare una perdita di forza e/o di velocità nel lancio.
- Difficoltà nel dormire per il disagio alla spalla. La SLAP lesion diminuisce la stabilità dell'articolazione che a letto causa un dislivello della spalla. Questo a sua volta tira i muscoli e i legamenti provocando fastidio.
- Un dolore debole pulsa nelle articolazioni. Ciò può essere provocato da uno sforzo molto intenso o da semplici faccende domestiche. Chi ne è afflitto ricorre a frequenti impacchi di ghiaccio per ottenere sollievo.
- Qualsiasi forza applicata spingendo direttamente nella spalla può provocare fastidio.

## Diagnosi
Diagnosticare una SLAP lesion può essere difficile, in quanto queste lesioni possono non apparire bene nella risonanza magnetica. Tale lesione può essere vista meglio mediante risonanza magnetica con mezzo di contrasto, cioè nella spalla viene iniettato gadolinio, che aiuta a evidenziare le lesioni di strutture normali. A volte la diagnosi di una SLAP lesion è fatta al momento della chirurgia.
Una radiografia viene richiesta solo per assicurarsi che non vi siano fratture nella spalla.

## Trattamento

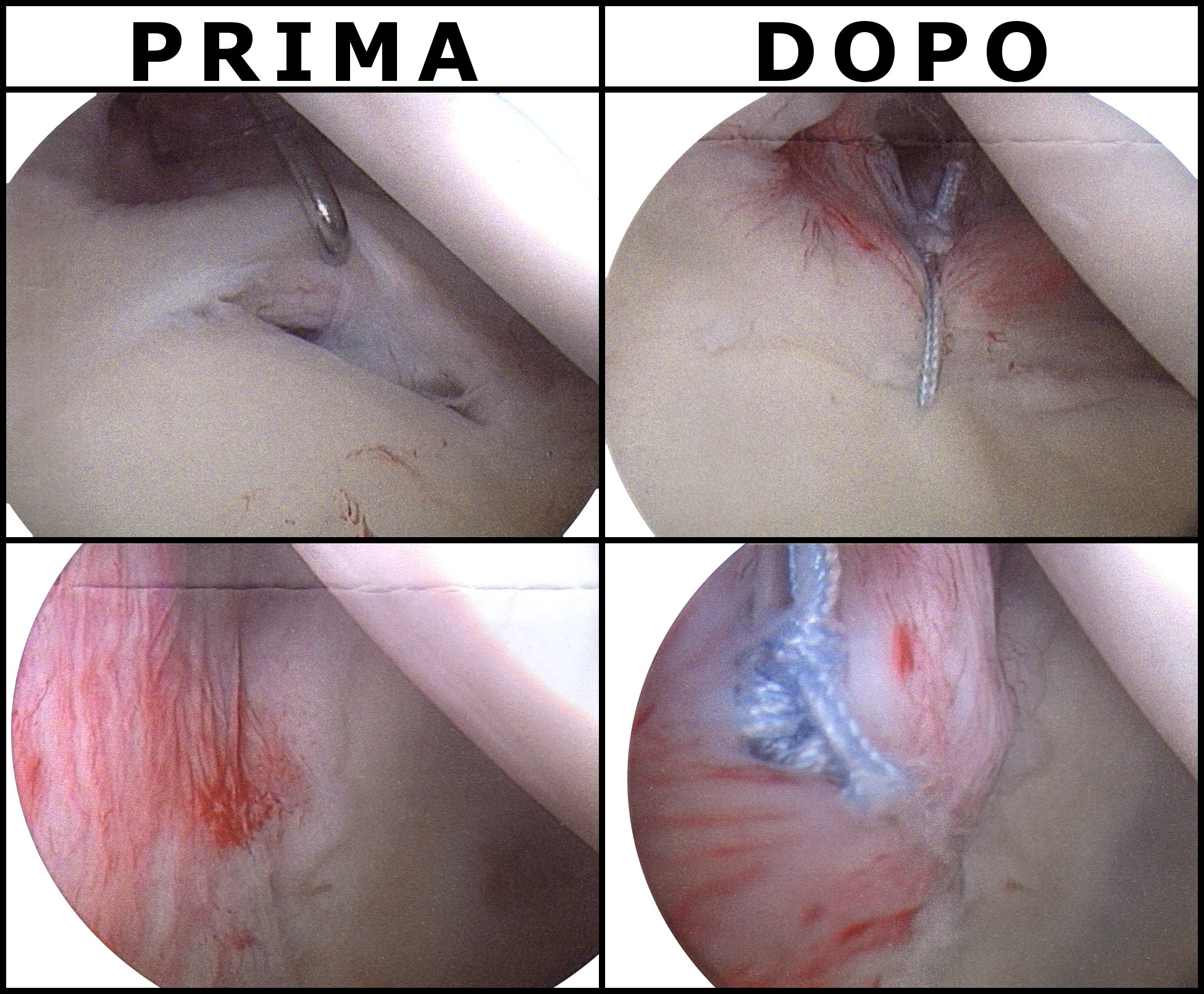
Reinserzione del cercine in artroscopia su una SLAP lesion (tipo 2)

Pochissimi pazienti con SLAP lesion ritornano in piena capacità senza l'intervento chirurgico. In alcuni casi, la fisioterapia può rafforzare i muscoli di sostegno nell'articolazione della spalla fino al punto di ristabilire la stabilità. Per tutti gli altri casi la scelta è non fare nulla o sottoporsi ad un intervento chirurgico per riattaccare il cercine alla glenoide.
L'intervento chirurgico può essere eseguito con procedura aperta tradizionale, ma quasi sempre avviene in artroscopia. Infatti, questo tipo di chirurgia è di gran lunga meno invasiva per il corpo e riduce la probabilità di infezione.
In molti interventi chirurgici viene utilizzata l'anestesia combinata, cioè sia loco-regionale che generale. L'anestesia loco-regionale intorpidisce il braccio e aiuta a controllare il dolore dopo l'intervento chirurgico.
Durante la procedura il chirurgo controlla la salute generale della spalla, e applica una o più ancore di sutura per reinserire il cercine. L'ancoraggio è di solito assorbibile, cioè il corpo assorbe l'ancora nel tempo. Alcune volte è usato l'ancoraggio metallico, che non ha bisogno di essere rimosso.
Occasionalmente, il tendine del bicipite è troppo danneggiato per la riparazione. In questo caso, il tendine viene tagliato e riattaccato nella parte superiore del braccio. Questo richiede una piccola incisione. Se il tendine deve essere tagliato, non c'è alcuna perdita di forza.

### Recupero dall'intervento chirurgico
I tempi di recupero variano a seconda dell'entità della lesione, delle preferenze del chirurgo e della fisioterapia eseguita.
1. Per le prime settimane, da una a quattro, il braccio viene tenuto al collo da un tutore. Per alcuni pazienti il tutore ha un supporto alla vita per impedire il movimento. Quindi, in questa prima fase di recupero è importante non stressare la spalla. È importante effettuare subito alcuni esercizi per la mano, il polso e il gomito.[7]
2. Inizio della fisioterapia mediante mobilizzazione passiva. L'obiettivo è quello di aumentare l'escursione del movimento. Si deve evitare di portare carichi per consentire la completa riparazione.
3. Aumentare l'escursione del movimento e iniziare l'allenamento di forza. A questo punto, a circa otto-dieci settimane dall'intervento, la riparazione dovrebbe essere terminata, ma la spalla non è ancora pronta per il caricamento completo. Ritorno alle attività giorno dopo giorno, ma non attività faticose.
4. Completamento. Circa 3-6 mesi dopo l'intervento la riparazione dovrebbe essere abbastanza forte per un ritorno alla piena attività.